# National Alliance for Democracy and Development
Die National Alliance for Democracy and Development (NADD) (zu Deutsch: Nationales Bündnis für Demokratie und Entwicklung) war eine Koalition aus fünf oppositionellen Parteien aus dem westafrikanischen Staat Gambia.
Sie wurde offiziell im Januar 2005 mit dem Unterzeichnen einer Vereinbarung (Memorandum of Understanding) gegründet. Die beteiligten Parteien waren:
- National Democratic Action Movement (NDAM)
- National Reconciliation Party (NRP)
- People’s Democratic Organisation for Independence and Socialism (PDOIS)
- People’s Progressive Party (PPP)
- United Democratic Party (UDP)

Entsprechend dem Protokoll: „Das Ziel des Bündnisses ist, ein Ende der selbst fortgesetzten Herrschaft zu setzen und das Sicherstellen der Kraft des Volkes, damit sie an einer vernünftigen Entwicklung teilhaben können.“
In einem Interview mit der BBC wurde UDP-Führer Ousainou Darboe zitiert, dass die Zielsetzung der Koalition nicht einfach sei, Präsident Yahya Jammeh aus seinem Amt zu entfernen, man aber konkrete Politik einschließlich der weitreichenden Änderungen im System der Regierung des Landes habe.
Die Gruppierung hoffte bei der Präsidentschaftswahl am 22. September 2006 und den Parlamentswahlen im Januar 2007 als einzelne Kraft besser gegen Präsident Yahya Jammeh mit seiner regierenden Partei Alliance for Patriotic Reorientation and Construction (APRC) konkurrieren zu können.
Im April 2016 gab die Independent Electoral Commission bekannt, dass sie von der Auflösung der NADD in Kenntnis gesetzt worden sei.